# Theodor Christian Körner

Theodor Körner

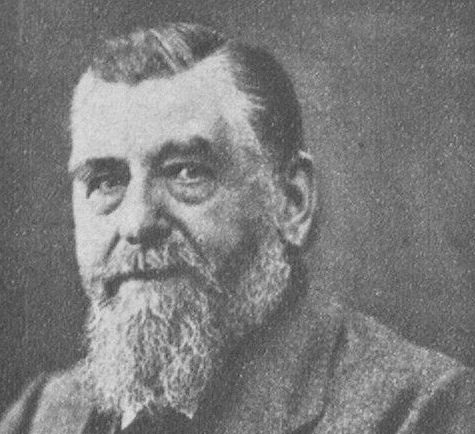
Theodor Christian Körner

Theodor Christian Körner (* 21. Dezember 1863 in Lauffen am Neckar; † 29. April 1933 in Herrenberg) war ein deutscher Kaufmann, Unternehmer und Politiker. 

## Leben
Theodor Körner absolvierte die Realschule, machte dann eine kaufmännische Lehre und besuchte die kaufmännische Fachschule in Stuttgart. Nach Beschäftigungen als Angestellter in verschiedenen Industrieunternehmen gründete er 1885 ein druckgraphisches Unternehmen, das er später zu einem Verlag mit eigener Buchdruckerei ausbaute. In seinem Verlag erschienen zahlreiche Zeitungen wie zum Beispiel  die Schwäbische Tageszeitung, das Evangelische Gemeindeblatt für Württemberg und der Fränkische Volksfreund. Er betätigte sich auch als Redakteur seiner im eigenen Verlag erschienen politischen Zeitschriften, unter anderen des Schwäbischer Landmanns, der Württembergischen Landpost und seit 1919 des Gäuboten in Herrenberg. Außerdem gründete und leitete er verschiedene landwirtschaftliche Verbände, so den Süddeutschen Schäfereiverband und die Milchproduzentenvereinigung für die Stadt Stuttgart und deren Umland.

## Politik
Theodor Körner dachte und handelte als Politiker rechtskonservativ. Im Jahre 1893 nahm er an der Gründungsversammlung des Bundes der Landwirte (BDL) in Berlin teil und übernahm 1895 die Geschäftsleitung des BDL im Königreich Württemberg. Von 1906 bis 1918 gehörte er der Zweiten Kammer des Württembergischen Landtags an. In dieser Zeit befand sich der BDL in einer Fraktionsgemeinschaft mit den Konservativen unter der langjährigen Führung von Heinrich von Kraut. Körner vertrat dort sehr streitbar die Interessen der in der Landwirtschaft stehenden Bevölkerung. 1919 wurde der BDL in Württemberg (dort als Württembergischer Bauernbund bezeichnet) in den Württembergischen Bauern- und Weingärtnerbund überführt, dessen tonangebender Politiker Körner neben dem eigentlichen Parteivorsitzenden Wilhelm Vogt bis 1933 blieb. Von 1919 bis 1920 war Körner Mitglied der Verfassungsgebenden Landesversammlung des neuen Volksstaates Württemberg und gehörte von 1920 bis 1933 erneut als Abgeordneter dem Landtag an. Von 1924 bis 1928 war Körner Präsident des Württembergischen Landtags und 1932 bis 1933 dessen Alterspräsident. Außerdem war Körner von 1920 bis 1928 als Mitglied der DNVP-Fraktion Abgeordneter im Reichstag.

## Familie
Theodor Körner war der Sohn des Schreiner- und Glasermeisters Johann Christian Körner (1834–1900) und der Christiane Körner geb. Wenzel (1839–1907) und hatte fünf Geschwister. Seit 1888 war er mit Klara Ziegler (1865–1925) verheiratet, von der er sieben Kinder bekam. Theodor Körner war evangelisch.

## Ehrungen
- 1928 Ehrensenator der Universität Tübingen
- In seiner Geburtsstadt wurde eine Straße nach ihm benannt